# Taylor (Arizona)
Taylor is een plaats (town) in de Amerikaanse staat Arizona, en valt bestuurlijk gezien onder Navajo County.

## Demografie
Bij de volkstelling in 2000 werd het aantal inwoners vastgesteld op 3176.
In 2006 is het aantal inwoners door het United States Census Bureau geschat op 4049, een stijging van 873 (27,5%).

## Geografie
Volgens het United States Census Bureau beslaat de plaats een oppervlakte van
63,7 km², geheel bestaande uit land. Taylor ligt op ongeveer 1744 m boven zeeniveau.

## Plaatsen in de nabije omgeving
De onderstaande figuur toont nabijgelegen plaatsen in een straal van 56 km rond Taylor.